# Spathius canadensis
Spathius canadensis är en stekelart som beskrevs av William Harris Ashmead 1891. Spathius canadensis ingår i släktet Spathius och familjen bracksteklar. Inga underarter finns listade i Catalogue of Life.